# Golfo de Chiriquí
El golfo de Chiriquí es un golfo ubicado en el extremo noroccidental de Panamá, conformado por la zona costera, insular y marina del Pacífico occidental de Panamá, incluyendo el área del parque nacional Coiba y el parque nacional marino Golfo de Chiriquí y las islas Secas, Los Ladrones, Parida y Montuosa. Montuosa es la isla más alejada de Panamá en este golfo. En ciertas temporadas, es posible ver pingüinos Galápagos desde Montuosa. El golfo de Chiriquí también incluye una de las más famosas zonas de pesca, el banco Hannibal.

## Archipiélagos ubicado en el golfo

### Coiba

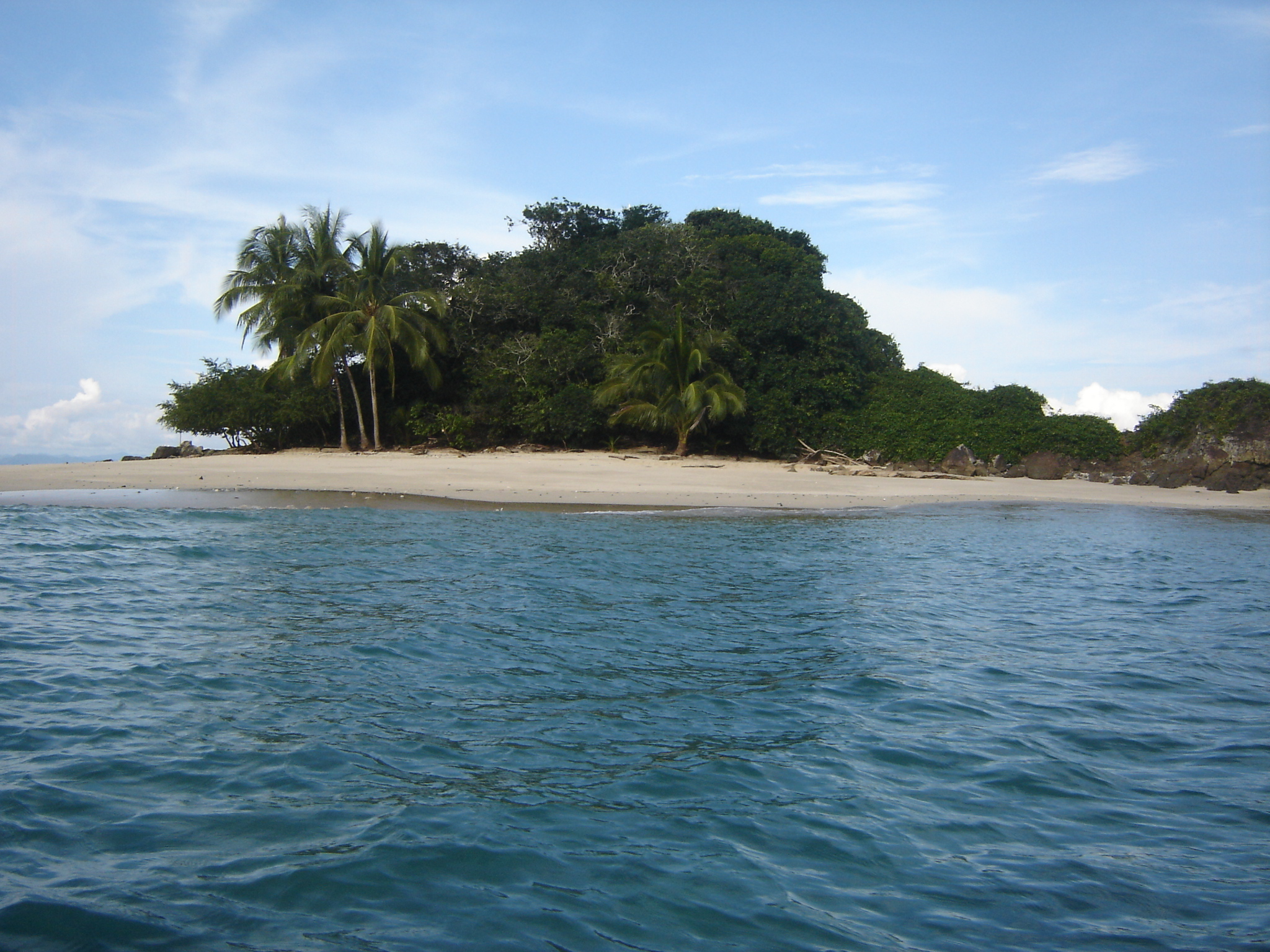
Isla Granito de Oro, parque nacional Coiba

El parque nacional Coiba adquirió el estatus de Patrimonio de la Humanidad por la Unesco en 2005. Muchas de las mismas especies que se encuentran en el parque nacional Coiba también pueden encontrarse en otras áreas de este golfo. En el golfo de Chiriquí también hay dos refugios de vida silvestre conocidos como el Área de Protección de la Tortuga marina de la Playa La Barqueta (Alanje) y el Refugio de Vida Silvestre de Boca Vieja (Remedios), que se encargan de ofrecer protección a la fauna del litoral.

### Islas Secas
Las islas Secas es un grupo de dieciséis islas ubicadas muy cerca de la costa.

### Los Ladrones
Los Ladrones es un pequeño grupo de cuatro islas. Las cuatro islas son las únicas islas que aparecen por encima de la superficie. Hay muchas islas que surgen casi a la superficie, algunos de ellos peligrosos para las embarcaciones. 300 pies de profundidad de corte también a través de la zona, con lo que en las grandes peces y mamíferos.